# Duonota
Duonota is een geslacht van wantsen uit de familie van de Schizopteridae. Het geslacht werd voor het eerst wetenschappelijk beschreven door Hill in 1984.

## Soorten
Het genus bevat de volgende soorten:

- Duonota bicamaca Hill, 1984
- Duonota bimaculata Hill, 1984
- Duonota compressa Hill, 1984
- Duonota concava Hill, 1984
- Duonota decoricauda Hill, 1984
- Duonota decoricaudula Hill, 1985
- Duonota fusca Hill, 1985
- Duonota lumata Hill, 1985
- Duonota multidentata Hill, 1984
- Duonota spathulata Hill, 1985
- Duonota spinosigenua Hill, 1984
- Duonota truncata Hill, 1984